# Królewska Studnia przy Zamku Królewskim w Sanoku
Królewska Studnia przy Zamku Królewskim w Sanoku – studnia znajdująca się przy Zamku Królewskim w Sanoku.

## Historia

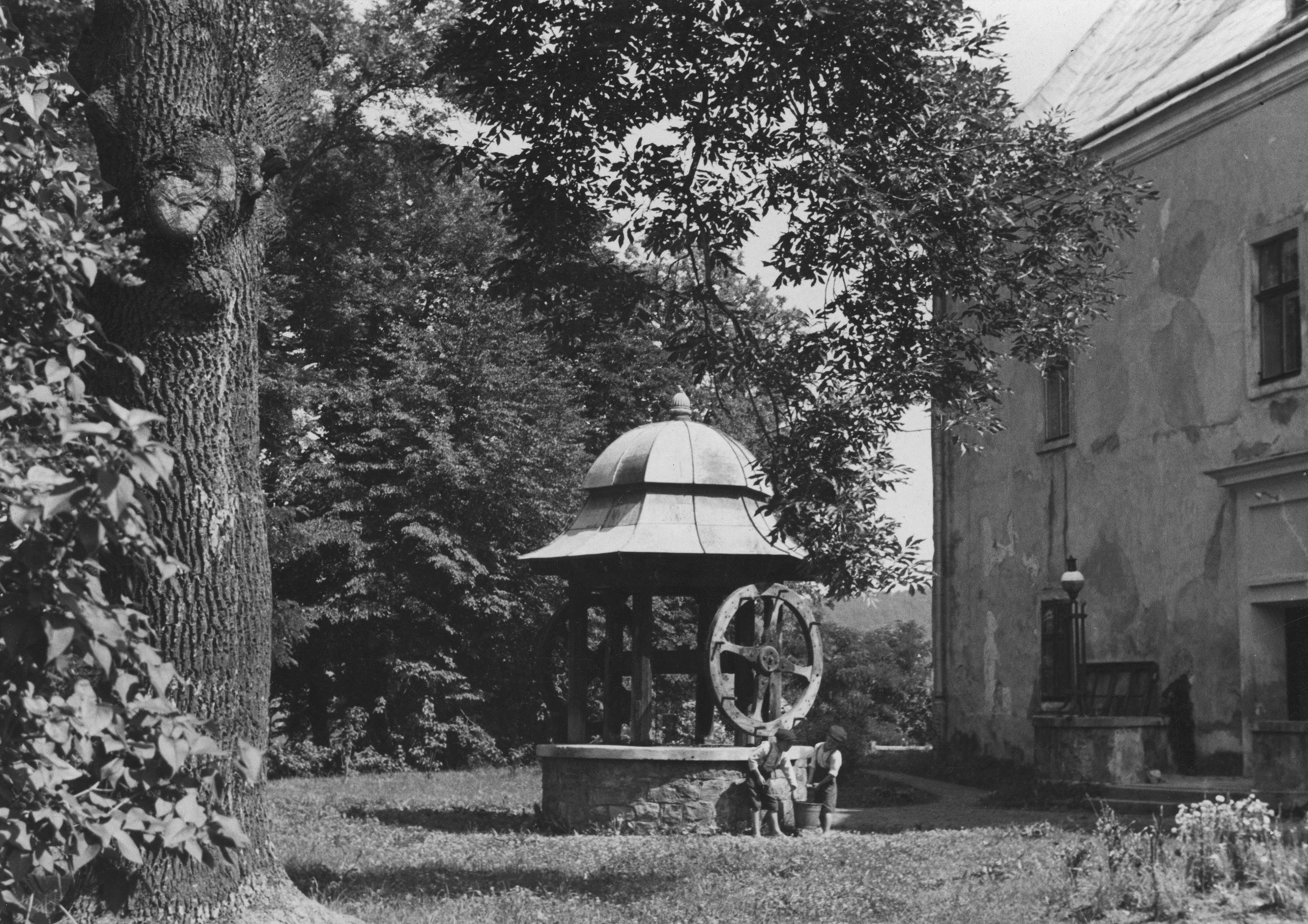
Studnia przed 1939

Została utworzona w 1 poł. XVI wieku w trakcie urzędowania starosty sanockiego Mikołaja Wolskiego (sprawował stanowisko w latach 1523–1548). Istniała w 1548, a przypuszczalnie powstała w latach 1530–1540. Została ufundowana przez królową Bonę.
Przed 1939 studnia była zadaszona, a w 2. połowie XX wieku nie posiadała już dachu. W 1972 studnia wraz z zespołem zamkowym została włączona do uaktualnionego wówczas spisu rejestru zabytków Sanoka. Według zapowiedzi z 1976 miała zostać poddana pracom konserwatorskim i zyskać wygląd z XVI wieku. Studnię wpisano też do założonego 16 maja 2014 gminnego rejestru zabytków miasta Sanoka.